# Juan Rodríguez
Juan Antonio Rodríguez Iglesias (født 9. juni 1928, død 27. september 2019) var en uruguayansk roer og dobbelt olympisk medaljevinder.
Rodríguez vandt bronze i dobbeltsculler ved både OL 1948 i London (sammen med William Jones og ved OL 1952 i Helsinki (sammen med Miguel Seijas).

## OL-medaljer
- 1948:  Bronze i dobbeltsculler
- 1952:  Bronze i dobbeltsculler